# Valichi di frontiera tra Italia e Jugoslavia dal 1924 al 1941
Questa lista raccoglie tutti i valichi di frontiera tra l'Italia e la Jugoslavia nel periodo tra il 1924 e il 1941, il confine venne stabilito dopo il Trattato di Rapallo, poi con il  Trattato di Roma venne stabilita l'annessione di gran parte dello Stato libero di Fiume all'Italia.
Il confine quindi rimase definitivo dal 1924 all'invasione della Jugoslavia nell'ambito della Seconda guerra mondiale, poi con il Trattato di Parigi del 1947 e il Memorandum di Londra del 1954 venne stabilito il nuovo confine tra Italia e Jugoslavia che divenne definitivo dopo il Trattato di Osimo del 1975 ed è dal 1991 il confine tra l'Italia e la Slovenia. 
La lista comprende quelli stradali e quelli unicamente ferroviari con le suddivisioni comunali e provinciali del 1941.
I valichi ferroviari sono indicati nella tabella con lo sfondo in arancione pallido
| Valico                                                  | Comune    | Provincia | Infrastruttura                  | Note | Coordinate              |
| ------------------------------------------------------- | --------- | --------- | ------------------------------- | ---- | ----------------------- |
| Valico di Fusine Laghi (Rateče)                         | Tarvisio  | Udine     |                                 |      | 46.497222°N 13.6775°E   |
| Fusine Scalo                                            | Tarvisio  | Udine     | Sulla ferrovia Tarvisio-Lubiana |      | 46.49613°N 13.689251°E  |
| Passo della Moistrocca                                  | Plezzo    | Gorizia   |                                 |      | 46.43479°N 13.74374°E   |
| Piedicolle Scalo                                        | Tolmino   | Gorizia   | Sulla ferrovia Jesenice-Trieste |      | 46.209167°N 13.966667°E |
| Valico di Podiplescia (Podpleskan)                      | Tolmino   | Gorizia   |                                 |      | 46.23755°N 13.98051°E   |
| Valico di Podlaniscia (Podlaniskian)                    | Tolmino   | Gorizia   |                                 |      | 46.2173°N 14.007°E      |
| Valico di Bresenza                                      | Tolmino   | Gorizia   |                                 |      | 46.20983°N 14.00578°E   |
| Valico di Tratta                                        | Tolmino   | Gorizia   |                                 |      | 46.20457°N 13.99243°E   |
| Valico di Cotedarsizza (Hotedršica)                     | Idria     | Gorizia   |                                 |      | 45.932402°N 14.134589°E |
| Valico di Mondonovo (Novi Svet)                         | Aidussina | Gorizia   |                                 |      | 45.89448°N 14.1834°E    |
| Valico di Grude (Kalce)                                 | Postumia  | Trieste   |                                 |      |                         |
| Valico di Gargiarezza (Gargarevec)                      | Postumia  | Trieste   |                                 |      | 45.869717°N 14.214086°E |
| Valico della Segheria                                   | Postumia  | Trieste   |                                 |      | 45.826504°N 14.242905°E |
| Valico di Caccia (Caccevas)                             | Postumia  | Trieste   |                                 |      | 45.8259°N 14.24644°E    |
| Postumia Scalo                                          | Postumia  | Trieste   | Sulla ferrovia Vienna-Trieste   |      | 45.773056°N 14.221111°E |
| Valico di Molini                                        |           | Trieste   |                                 |      | 45.822376°N 14.255573°E |
| Valico del Castello                                     |           | Trieste   |                                 |      | 45.828515°N 14.264296°E |
| Valico di Uncia (Unec)                                  |           | Trieste   |                                 |      | 45.819466°N 14.273114°E |
| Valico di Slivenza (Slivice)                            |           | Trieste   |                                 |      | 45.812102°N 14.2869°E   |
| Valico di Otosca Dolina (Laze)                          |           | Fiume     |                                 |      |                         |
| Valico di Dolina dei Noccioli (Lescova Dolina)          |           | Fiume     |                                 |      |                         |
| Valico di Quota 909                                     |           | Fiume     |                                 |      |                         |
| Valico di Monte Cifri                                   |           | Fiume     |                                 |      |                         |
| Valico di Pian della Secchia (Cabranska Polica)         |           | Fiume     |                                 |      |                         |
| Valico di Case di Caccia di Ermesburgo                  |           | Fiume     |                                 |      |                         |
| Valico di Clana                                         |           | Fiume     |                                 |      |                         |
| Valico di Monte Murato (Sidovie)                        |           | Fiume     |                                 |      |                         |
| Valico di Bresa                                         |           | Fiume     |                                 |      |                         |
| Valico di Obadi                                         |           | Fiume     |                                 |      |                         |
| Valico di Giussici                                      |           | Fiume     |                                 |      |                         |
| Valico di Smogori                                       |           | Fiume     |                                 |      |                         |
| Valico di Mattuglie                                     |           | Fiume     |                                 |      |                         |
| Valico di Ferlania                                      |           | Fiume     |                                 |      |                         |
| Valico del casello ferroviario n.38                     |           | Fiume     |                                 |      |                         |
| Valico del casello ferroviario n.39                     |           | Fiume     |                                 |      |                         |
| Valico del sottopassaggio ferroviario al campo sportivo |           | Fiume     |                                 |      |                         |
| Valico del casello ferroviario n.40                     |           | Fiume     |                                 |      |                         |
| Valico di San Nicolò                                    |           | Fiume     |                                 |      |                         |
| Valico di San Giovanni                                  |           | Fiume     |                                 |      |                         |
| Valico di Val Scurigne                                  |           | Fiume     |                                 |      |                         |
| Valico di Drenova                                       |           | Fiume     |                                 |      |                         |
| Valico di Santa Caterina                                |           | Fiume     |                                 |      |                         |
| Ponte di Sussak                                         |           | Fiume     |                                 |      |                         |
| Fiume Scalo                                             |           | Fiume     | Sulla ferrovia Fiume-Zagabria   |      | 45.330257°N 14.430301°E |
| Valico di Fiume Ponte Cartiera                          |           | Fiume     |                                 |      | 45.32435°N 14.44153°E   |
| Valico di Fiume Diga Cagni                              |           | Fiume     |                                 |      | 45.32385°N 14.4389°E    |
| Valico di Dicolo                                        | Zara      | Zara      |                                 |      | 44.153987°N 15.216035°E |
| Valico di Boccagnazzo                                   | Zara      | Zara      |                                 |      | 44.175299°N 15.269391°E |
| Valico di Murvizza                                      | Zara      | Zara      |                                 |      | 44.13044°N 15.29357°E   |
| Valico di Babindub                                      | Zara      | Zara      |                                 |      | 44.0955°N 15.2989°E     |
| Valico di Sant'Elena                                    | Zara      | Zara      |                                 |      | 44.08776°N 15.27546°E   |